# پاکینگتون، کبک
پاکینگتون (به فرانسوی: Packington) قصبه‌ای در منطقه شهری تمیسکوواتا ناحیه با-سن-لوران در استان کبک کانادا است. در سرشماری سال ۲۰۱۱ این قصبه ۶۰۱ نفر جمعیت داشته‌است و مساحت آن ۱۱۷٫۸۹ کیلومتر مربع است.